# .bit
.bit est un domaine de premier niveau accessible depuis le serveur DNS alternatif Namecoin. Les informations sont enregistrées en tant que clé/valeur dans la chaîne de blocs ce qui permet l'enregistrement de noms de domaines décentralisés. Les domaines .bit sont hautement résistants à la censure car l'utilisateur détient le domaine, comme dans le cas des bitcoins, où l'utilisateur détient sa devise. La chaîne de blocs garantit que seul le possesseur de la clé privée détient le domaine donné.

## Accès
Étant donné que les domaines .bit n'appartiennent pas à la zone de l'ICANN, l'utilisateur peut utiliser les solutions suivantes pour y accéder :
- Avoir son propre serveur DNS avec les programmes nmcontrol et ncdns afin d'avoir accès aux données chaîne de blocs de Namecoin ;
- Utiliser les serveurs DNS d'OpenNIC ;
- Utiliser des programmes tels que MeowBit ou l'extension Firefox FreeSpeechMe[1].